# Temporada 1997-98 de los Indiana Pacers
La temporada 1997-98 fue la vigesimosegunda de los Indiana Pacers en la NBA, tras la fusión de la liga con la ABA, donde había jugado nueve temporadas más. La temporada regular acabó con 39 victorias y 43 derrotas, ocupando el tercer puesto de la conferencia Este, clasificándose para los playoffs, en los que cayeron en el séptimo y definitivo partido de las Finales de Conferencia ante Chicago Bulls, a la postre campeones de la NBA.

## Elecciones en elDraft
| Ronda | Puesto | Jugador         | Posición | Nacionalidad   | Universidad |
| ----- | ------ | --------------- | -------- | -------------- | ----------- |
| 1     | 12     | Austin Croshere | Alero    | Estados Unidos | Providence  |

## Temporada regular
| División Central      | División Central | División Central | División Central | División Central | División Central | División Central | División Central | División Central |
| Equipo                | G                | P                | %                | PD               | Casa             | Fuera            | Div              |                  |
| --------------------- | ---------------- | ---------------- | ---------------- | ---------------- | ---------------- | ---------------- | ---------------- | ---------------- |
| y-Chicago Bulls       | 62               | 20               | .756             | –                | 37–4             | 25–16            | 21–7             |                  |
| x-Indiana Pacers      | 58               | 24               | .707             | 4                | 32–9             | 26–15            | 19–9             |                  |
| x-Charlotte Hornets   | 51               | 31               | .622             | 11               | 32–9             | 19–22            | 16–12            |                  |
| x-Atlanta Hawks       | 50               | 32               | .610             | 12               | 29–12            | 21–20            | 19–9             |                  |
| x-Cleveland Cavaliers | 47               | 35               | .573             | 15               | 27–14            | 20–21            | 14–14            |                  |
| Detroit Pistons       | 37               | 45               | .451             | 25               | 25–16            | 12–29            | 12–16            |                  |
| Milwaukee Bucks       | 36               | 46               | .439             | 26               | 21–20            | 15–26            | 9–19             |                  |
| Toronto Raptors       | 16               | 66               | .195             | 46               | 9–32             | 7–34             | 2–26             |                  |

## Playoffs

### Primera ronda
Indiana Pacers  vs. Cleveland Cavaliers
| Fecha       | Partido                                    | Ciudad    |
| ----------- | ------------------------------------------ | --------- |
| 23 de abril | Indiana Pacers 106, Cleveland Cavaliers 77 | Indiana   |
| 25 de abril | Indiana Pacers 92, Cleveland Cavaliers 86  | Indiana   |
| 27 de abril | Cleveland Cavaliers 86, Indiana Pacers 77  | Cleveland |
| 30 de abril | Cleveland Cavaliers 74, Indiana Pacers 80  | Cleveland |
|             | Indiana Pacers gana las series 3-1         |           |

### Semifinales de Conferencia
Indiana Pacers vs. New York Knicks
| Fecha      | Partido                                 | Ciudad       |
| ---------- | --------------------------------------- | ------------ |
| 5 de mayo  | Indiana Pacers 93, New York Knicks 83   | Indianapolis |
| 7 de mayo  | Indiana Pacers 85, New York Knicks 77   | Indianapolis |
| 9 de mayo  | New York Knicks 83, Indiana Pacers 76   | Nueva York   |
| 10 de mayo | New York Knicks 107, Indiana Pacers 118 | Nueva York   |
| 13 de mayo | Indiana Pacers 99, New York Knicks 88   | Indianapolis |
|            | Indiana Pacers gana las series 4-3      |              |

### Finales de conferencia
Chicago Bulls  vs. Indiana Pacers
| Fecha      | Partido                               | Ciudad       |
| ---------- | ------------------------------------- | ------------ |
| 17 de mayo | Chicago Bulls 85, Indiana Pacers 79   | Chicago      |
| 19 de mayo | Chicago Bulls 104, Indiana Pacers 98  | Chicago      |
| 23 de mayo | Indiana Pacers 107, Chicago Bulls 105 | Indianapolis |
| 25 de mayo | Indiana Pacers 96, Chicago Bulls 94   | Indianapolis |
| 27 de mayo | Chicago Bulls 106, Indiana Pacers 87  | Chicago      |
| 29 de mayo | Indiana Pacers 92, Chicago Bulls 89   | Indianapolis |
| 31 de mayo | Chicago Bulls 88, Indiana Pacers 83   | Chicago      |
|            | Chicago Bulls gana las series 4-3     |              |

## Estadísticas

### Temporada regular
| Rk | Jugador          | Edad | Pos. | P  | PT | MP   | TC  | TCI  | %TC  | T3  | T3I | %T3  | TL  | TLI | %TL  | RO  | RD  | RT  | AS  | RB  | TAP | BP  | FP  | PTS  |
| -- | ---------------- | ---- | ---- | -- | -- | ---- | --- | ---- | ---- | --- | --- | ---- | --- | --- | ---- | --- | --- | --- | --- | --- | --- | --- | --- | ---- |
| 1  | Reggie Miller    | 32   | SG   | 81 | 81 | 34.5 | 6.4 | 13.3 | .477 | 2.0 | 4.7 | .429 | 4.7 | 5.4 | .868 | 0.6 | 2.3 | 2.9 | 2.1 | 1.0 | 0.1 | 1.6 | 1.8 | 19.5 |
| 2  | Mark Jackson     | 32   | PG   | 82 | 82 | 29.4 | 3.0 | 7.3  | .416 | 0.5 | 1.7 | .314 | 1.7 | 2.2 | .761 | 0.8 | 3.1 | 3.9 | 8.7 | 1.0 | 0.0 | 2.1 | 1.6 | 8.3  |
| 3  | Rik Smits        | 31   | C    | 73 | 69 | 28.6 | 7.0 | 14.2 | .495 | 0.0 | 0.0 | .000 | 2.6 | 3.3 | .783 | 1.7 | 5.2 | 6.9 | 1.4 | 0.5 | 1.2 | 1.8 | 3.3 | 16.7 |
| 4  | Dale Davis       | 28   | C    | 78 | 78 | 27.9 | 3.5 | 6.4  | .548 | 0.0 | 0.0 |      | 1.0 | 2.2 | .465 | 3.0 | 4.8 | 7.8 | 0.9 | 0.7 | 1.1 | 0.9 | 2.7 | 8.0  |
| 5  | Antonio Davis    | 29   | PF   | 82 | 12 | 26.7 | 3.1 | 6.4  | .481 | 0.0 | 0.0 | .000 | 3.4 | 4.9 | .696 | 2.3 | 4.5 | 6.8 | 0.7 | 0.5 | 0.9 | 1.3 | 2.9 | 9.6  |
| 6  | Chris Mullin     | 34   | SF   | 82 | 82 | 26.5 | 4.1 | 8.4  | .481 | 1.3 | 3.0 | .440 | 1.9 | 2.0 | .939 | 0.5 | 2.6 | 3.0 | 2.3 | 1.2 | 0.5 | 1.4 | 2.3 | 11.3 |
| 7  | Derrick McKey    | 31   | SF   | 57 | 4  | 23.1 | 2.6 | 5.7  | .459 | 0.1 | 0.3 | .235 | 1.0 | 1.4 | .714 | 1.3 | 2.4 | 3.7 | 1.5 | 1.0 | 0.5 | 1.4 | 2.7 | 6.3  |
| 8  | Jalen Rose       | 25   | SF   | 82 | 0  | 20.8 | 3.5 | 7.4  | .478 | 0.3 | 0.9 | .342 | 2.0 | 2.8 | .728 | 0.3 | 2.0 | 2.4 | 1.9 | 0.7 | 0.2 | 1.6 | 2.1 | 9.4  |
| 9  | Travis Best      | 25   | PG   | 82 | 0  | 18.9 | 2.5 | 5.9  | .419 | 0.3 | 0.9 | .300 | 1.4 | 1.6 | .855 | 0.3 | 1.1 | 1.5 | 3.4 | 1.0 | 0.1 | 1.4 | 2.4 | 6.5  |
| 10 | Fred Hoiberg     | 25   | SG   | 65 | 1  | 13.4 | 1.3 | 3.4  | .383 | 0.5 | 1.3 | .376 | 0.9 | 1.1 | .855 | 0.2 | 1.7 | 1.9 | 0.7 | 0.6 | 0.0 | 0.3 | 1.6 | 4.0  |
| 11 | Austin Croshere  | 22   | PF   | 26 | 0  | 9.3  | 1.2 | 3.3  | .372 | 0.2 | 0.5 | .308 | 0.3 | 0.5 | .571 | 0.4 | 1.3 | 1.7 | 0.3 | 0.3 | 0.2 | 0.5 | 1.2 | 2.9  |
| 12 | Mark West        | 37   | C    | 15 | 1  | 7.0  | 0.7 | 1.4  | .476 | 0.0 | 0.0 |      | 0.2 | 0.4 | .500 | 0.4 | 0.6 | 1.0 | 0.1 | 0.1 | 0.3 | 0.5 | 1.0 | 1.5  |
| 13 | Mark Pope        | 25   | SF   | 28 | 0  | 6.9  | 0.5 | 1.5  | .341 | 0.0 | 0.1 | .333 | 0.4 | 0.6 | .588 | 0.3 | 0.6 | 0.9 | 0.3 | 0.1 | 0.2 | 0.4 | 1.3 | 1.4  |
| 14 | Etdrick Bohannon | 24   | PF   | 5  | 0  | 2.2  | 0.0 | 0.8  | .000 | 0.0 | 0.0 |      | 0.0 | 0.0 |      | 0.4 | 0.8 | 1.2 | 0.2 | 0.0 | 0.4 | 0.6 | 0.6 | 0.0  |

### Playoffs
| Rk | Jugador       | Edad | Pos. | P  | PT | MP   | TC  | TCI  | %TC  | T3  | T3I | %T3  | TL  | TLI | %TL   | RO  | RD  | RT  | AS  | RB  | TAP | BP  | FP  | PTS  |
| -- | ------------- | ---- | ---- | -- | -- | ---- | --- | ---- | ---- | --- | --- | ---- | --- | --- | ----- | --- | --- | --- | --- | --- | --- | --- | --- | ---- |
| 1  | Reggie Miller | 32   | SG   | 16 | 16 | 39.3 | 6.1 | 14.4 | .426 | 2.4 | 5.9 | .400 | 5.3 | 5.9 | .904  | 0.3 | 1.4 | 1.8 | 2.0 | 1.2 | 0.2 | 1.7 | 1.6 | 19.9 |
| 2  | Mark Jackson  | 32   | PG   | 16 | 16 | 30.9 | 3.3 | 7.9  | .417 | 0.9 | 2.3 | .378 | 1.7 | 2.1 | .794  | 1.1 | 3.4 | 4.6 | 8.3 | 1.4 | 0.0 | 2.9 | 1.8 | 9.2  |
| 3  | Rik Smits     | 31   | C    | 16 | 16 | 29.8 | 6.6 | 13.1 | .502 | 0.0 | 0.1 | .000 | 3.4 | 4.0 | .859  | 1.1 | 4.3 | 5.3 | 1.3 | 0.5 | 0.9 | 1.3 | 4.2 | 16.6 |
| 4  | Dale Davis    | 28   | C    | 16 | 16 | 29.1 | 3.5 | 5.4  | .651 | 0.0 | 0.0 |      | 1.8 | 4.0 | .453  | 2.8 | 4.8 | 7.5 | 0.8 | 0.3 | 1.1 | 1.3 | 2.6 | 8.8  |
| 5  | Antonio Davis | 29   | PF   | 16 | 0  | 28.7 | 2.6 | 5.7  | .462 | 0.0 | 0.0 |      | 3.9 | 5.9 | .670  | 2.3 | 4.4 | 6.8 | 0.9 | 0.8 | 1.1 | 1.6 | 4.1 | 9.2  |
| 6  | Chris Mullin  | 34   | SF   | 16 | 16 | 25.8 | 3.3 | 7.1  | .460 | 1.3 | 3.3 | .385 | 1.1 | 1.3 | .857  | 0.8 | 2.8 | 3.6 | 1.4 | 0.9 | 0.6 | 1.5 | 2.0 | 8.9  |
| 7  | Jalen Rose    | 25   | SF   | 15 | 0  | 19.5 | 3.2 | 6.7  | .480 | 0.4 | 1.1 | .375 | 1.3 | 1.8 | .741  | 0.1 | 1.7 | 1.8 | 1.9 | 0.7 | 0.4 | 1.7 | 2.5 | 8.1  |
| 8  | Derrick McKey | 31   | SF   | 15 | 0  | 18.9 | 1.5 | 4.6  | .333 | 0.2 | 0.7 | .300 | 1.2 | 1.5 | .783  | 0.5 | 2.1 | 2.7 | 0.7 | 0.6 | 0.5 | 0.7 | 3.3 | 4.5  |
| 9  | Travis Best   | 25   | PG   | 16 | 0  | 17.5 | 1.7 | 4.5  | .375 | 0.3 | 1.1 | .278 | 2.4 | 2.7 | .884  | 0.1 | 0.9 | 1.0 | 1.9 | 0.7 | 0.2 | 1.2 | 2.3 | 6.1  |
| 10 | Fred Hoiberg  | 25   | SG   | 2  | 0  | 10.0 | 1.5 | 4.0  | .375 | 0.5 | 1.0 | .500 | 1.0 | 1.0 | 1.000 | 0.5 | 1.5 | 2.0 | 0.5 | 0.5 | 0.0 | 0.0 | 1.0 | 4.5  |
| 11 | Mark Pope     | 25   | SF   | 7  | 0  | 6.0  | 0.6 | 0.9  | .667 | 0.0 | 0.1 | .000 | 0.1 | 0.1 | 1.000 | 0.3 | 0.4 | 0.7 | 0.1 | 0.1 | 0.0 | 0.1 | 1.1 | 1.3  |
| 12 | Mark West     | 37   | C    | 4  | 0  | 2.8  | 0.3 | 0.5  | .500 | 0.0 | 0.0 |      | 0.3 | 0.8 | .333  | 0.3 | 0.0 | 0.3 | 0.0 | 0.0 | 0.0 | 0.0 | 1.0 | 0.8  |

## Galardones y récords
| Jugador/Entrenador | Galardón                               |
| Larry Bird         | Entrenador del Año de la NBA           |
| Reggie Miller      | 3.er Mejor quinteto de la NBA All-Star |
| Rik Smits          | All-Star                               |